# Ølstykke
Ølstykke is een plaats en voormalige gemeente in Denemarken in de provincie Frederiksborg. 

## Voormalige gemeente
De oppervlakte bedroeg 29,1 km². De gemeente telde 15.358 inwoners waarvan 7715 mannen en 7643 vrouwen (cijfers 2005). Ølstykke telde in juni 2005 251 werklozen.
Sinds begin 2007 behoort de plaats tot gemeente Egedal.

## Plaats
De plaats Ølstykke of Ølstykke Stationsby telt 14.681 inwoners (2009). Sinds 2010 is de plaats samengegaan met Stenløse en vormt het de stad (by) Ølstykke-Stenløse met 20.665 inwoners (2011).

## Geboren
- Kasper de Fries Johansen (1982), voetballer

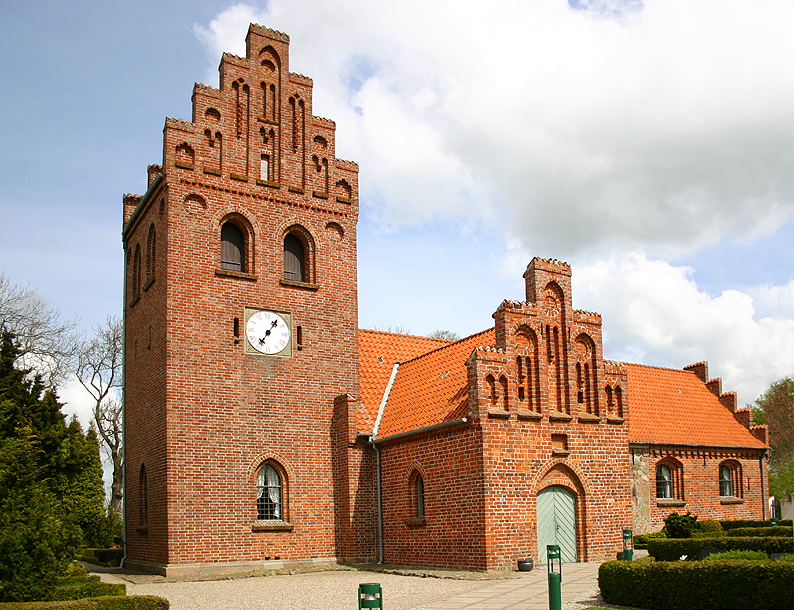
Kerk van Ølstykke